# Intecu Akaboši
Intecu Akaboši (japonsky: 赤星因徹, Akaboši Intecu; 1810 – 19. října 1835) byl japonský profesionální hráč go.

## Životopis
Byl velmi bystrý student a měl vysoké ambice stát se jedním z nejlepších hráčů. V sedmnácti letech získal 3. dan a o sedm let později dosáhl sedmého danu. V té době byl nejsilnějším hráčem se sedmým danem. Říkal, že bude příštím Meidžinem, ale jeho život skončil příliš brzo.